# Torneo di Wimbledon 1895 - Doppio maschile
I fratelli Wilfred e Herbert Baddeley sono riusciti a difendere il titolo superando nel Challenge Round Ernest Lewis e Wilberforce Eaves col punteggio di 8-6, 5-7, 6-4, 6-3.

## Tabellone

### Legenda
| - Q = Qualificato - WC = Wild card - LL = Lucky loser | - ALT = Alternate - SE = Special Exempt - PR = Protected Ranking | - w/o = Walkover - r = Ritirato - d = Squalificato |

### Challenge Round
|  | Challenge Round                             |                                             |                                             |   |   |   |   |  |
|  |                                             |                                             |                                             |   |   |   |   |  |
|  | Wilberforce Vaughan Eaves Ernest Wool Lewis | Wilberforce Vaughan Eaves Ernest Wool Lewis | Wilberforce Vaughan Eaves Ernest Wool Lewis | 6 | 7 | 4 | 3 |  |
|  | Herbert Baddeley Wilfred Baddeley           | Herbert Baddeley Wilfred Baddeley           | Herbert Baddeley Wilfred Baddeley           | 8 | 5 | 6 | 6 |  |

### Turni preliminari
|  | Quarti di finale       | Quarti di finale       | Quarti di finale       | Quarti di finale       | Quarti di finale | Quarti di finale | Quarti di finale |  |  | Semifinali                | Semifinali            | Semifinali            | Semifinali            | Semifinali            | Semifinali            | Semifinali |   |   | Finale              | Finale              | Finale              | Finale              | Finale | Finale | Finale |  |
|  |                        |                        |                        |                        |                  |                  |                  |  |  |                           |                       |                       |                       |                       |                       |            |   |   |                     |                     |                     |                     |        |        |        |  |
|  |                        |                        |                        |                        |                  |                  |                  |  |  | H S Barlow C H Martin     | H S Barlow C H Martin | 7                     | 6                     | 0                     | 4                     | 4          |   |   |                     |                     |                     |                     |        |        |        |  |
|  | W V Eaves E W Lewis    | W V Eaves E W Lewis    | W V Eaves E W Lewis    | W V Eaves E W Lewis    | 6                | 6                | 7                |  |  | W V Eaves E W Lewis       | W V Eaves E W Lewis   | 5                     | 4                     | 6                     | 6                     | 6          |   |   |                     |                     |                     |                     |        |        |        |  |
|  | S Martin-Jones A Kirby | S Martin-Jones A Kirby | S Martin-Jones A Kirby | S Martin-Jones A Kirby | 4                | 3                | 5                |  |  |                           |                       |                       |                       |                       |                       |            |   |   | W V Eaves E W Lewis | W V Eaves E W Lewis | W V Eaves E W Lewis | W V Eaves E W Lewis | 6      | 6      | 6      |  |
|  | W G Bailey C F Simond  | W G Bailey C F Simond  | 6                      | 6                      | 2                | 2                | 6                |  |  |                           |                       | W G Bailey C F Simond | W G Bailey C F Simond | W G Bailey C F Simond | W G Bailey C F Simond | 4          | 4 | 3 |                     |                     |                     |                     |        |        |        |  |
|  | R Doherty L Doherty    | R Doherty L Doherty    | 3                      | 3                      | 6                | 6                | 3                |  |  | W G Bailey C F Simond     | W G Bailey C F Simond | W G Bailey C F Simond | W G Bailey C F Simond | W G Bailey C F Simond | W G Bailey C F Simond | w/o        |   |   |                     |                     |                     |                     |        |        |        |  |
|  |                        |                        |                        |                        |                  |                  |                  |  |  | C H L Cazalet G R Mewburn |                       |                       |                       |                       |                       |            |   |   |                     |                     |                     |                     |        |        |        |  |